# (Не)идеальный мужчина
«(Не)идеа́льный мужчи́на» — российская фантастическая мелодрама режиссёра Марюса Вайсберга. В главных ролях: Юлия Александрова и Егор Крид.
Выход в широкий прокат состоялся 16 января 2020 года. В первый уик-энд фильм возглавил российский прокат, собрав 301,1 млн рублей, тем самым окупив бюджет картины.
Телевизионная премьера фильма состоялась 14 августа 2020 года на «СТС».

## Синопсис
Света, которой не везёт в отношениях, приходит устраиваться на работу в компанию по продаже человекоподобных роботов. Когда один из роботов выходит из строя, Света, влюбившись в него, уговаривает продать его ей.

## В ролях
- Юлия Александрова — Света
- Егор Крид — Егор, робот iFriend
- Артём Сучков — Виктор, коллега Светы
- Роман Курцын — Борис, бывший парень Светы
- Максим Лагашкин — Вадим Сергеевич Бобров, владелец магазина
- Яна Кошкина — подруга Светы
- Алика Смехова — мать Светы
- Даниел Барнс — Скотт
- Ирина Гринёва — покупательница
- Владимир Андриянов — робот 2
- Полина Булаткина — регистраторша на свадьбе
- Всеволод Макаров — робот фитнес-инструктор
- Наталья Губина — робот-модель
- Максим Мальцев — робот-повар
- Марина Кондратьева — робот-гувернантка
- Валерия Мотина — робот фитнес-инструкторша
- Ольга Шелест — камео

## Отзывы и оценки
Фильм получил в среднем отрицательные отзывы в российской прессе.
Марина Подкорытова, «Наша газета»:

Кто хотел посмотреть на Егора Крида в качестве актёра — не стоит. В роль он не вживался, потому что попросту играет самого себя: смазливого мальчика, который знает, как обаять девушку, просто прищурив глаза и улыбнувшись. Вообще кино всё построено на стандартных стереотипах: красивая женщина — дура и истеричка, накаченный парень — тупица, владелец компании — бабник, милый парень — ботан и неудачник. <…> Кино навряд ли понравится парням, а девушкам, особенно ранимым и романтичным, вполне «зайдёт» на один раз.

Лёва Левченко, «The Village»:

Шутки уровня «Юмор FM» о пилящих женах, силиконовых фитнес-тренершах и золотоискательницах с надутыми губами не первый раз попадают в российские ромкомы, но редко когда так жирно намазываются слой за слоем. От автора «Бабушки лёгкого поведения» чудес ждать не стоило, но сценарист Жора Крыжовников, сделавший «Горько!», мог чем-то порадовать. Оказалось, не мог, несмотря на милую главную героиню — единственную в фильме, кто имеет признаки живого человека и спасает ваши два часа. (Не)идеальный мужчина Егор Крид не выражает лицом ничего больше, чем видно на его концертных афишах, — ему достаточно просто быть в белых штанах, иногда мычать под нос песню «My Way» и вешать на уши женщинам лапшу про то, что они выглядят моложе.

Дарья Лошакова, Weburg:

Два лица массовой комедии в России собрались сделать совместный фильм: один пишет шутки, другой их снимает. Что получилось? Получилось хуже, чем то, что они делают по отдельности. Наверняка можно снять комедию на тему, которую раскручивают создатели «Чёрного зеркала». Комедию можно снять изо всего, вспомните хотя бы «Человек — швейцарский нож». <…> Режиссуры нет, есть набор эпизодов-кубиков, составленных в определенном порядке. Актеры не играют, химии между Александровой и Кридом никакой. Нет, понятно, муза Крыжовникова должна играть в каждом его фильме, равно как и муза Эрнста, но неужели зритель видит то, чего создатели фильма разглядеть не могут?! Абсолютно холодные шутки и пугающее количество неуместных, вроде сарказма по отношению к гомосексуальности. Продюсеры что, наслушались Милонова?

Пётр Волошин, «Киноафиша»:

…«(Не)идеальный мужчина» не пробивает какого-то особенного дна для российского кинематографа. Да, слабый сценарий. Да, неубедительные персонажи. Да, слабая актёрская игра. Да, компьютерные эффекты на уровне фильмов категории Б в девяностые. Тем не менее всем этим не удивить, мало ли плохих фильмов. Как комедия фильм не работает, потому что в нём шутки несмешные, как мелодрама он несостоятелен за счёт неубедительной игры актёров и отсутствия между ними какой-то химии. Просто слабое кино, и всё.